# Sattelhöhle
Die Sattelhöhle bei Deutschfeistritz befindet sich in 490 m ü. A. im Kugelstein nördlich des Hauptortes von Deutschfeistritz, südlich von Badl und nordwestlich von Peggau, Steiermark in Österreich.

## Lage
Die Sattelhöhle befindet sich am südwestlichen Abfall des Kugelsteins, nordwestlich der Fünffenstergrotte und des Römerloches, etwa 20 Meter unterhalb des Bergsattels zwischen dem Kugelstein und den Deutschfeistritzer Wänden. Vom südlichen Portal des Eisenbahntunnels durch den Kugelstein führt ein markierter Wanderweg auf den Sattel und an der Felswand mit dem Höhlenportal vorbei. Das Portal der Sattelhöhle befindet sich etwa 5 Meter über dem Fuß der Felswand.

## Beschreibung
Das schichtgebundene Portal der rund 10 Meter langen Sattelhöhle ist 1 Meter hoch und rund 2,5 Meter breit. Vom Höhleneingang führt ein gegrabener, etwa 2 Meter langer Schluf in nördliche Richtung. An den Schluf schließt ein sehr niedriger, leicht abfallender Gang an, welcher ebenfalls nach Norden führt und bereits nach kurzer Zeit nicht mehr passierbar ist. Vom Eingang zweigt ein weiterer, nach Osten führender Schluf ab, welcher jedoch nicht passierbar ist.
Der Höhlenboden ist mit sandigem Lehm bedeckt.